# CACNG2
CACNG2 (англ. Calcium voltage-gated channel auxiliary subunit gamma 2) – білок, який кодується однойменним геном, розташованим у людей на короткому плечі 22-ї хромосоми. Довжина поліпептидного ланцюга білка становить 323 амінокислот, а молекулярна маса — 35 966.
| 10         |  | 20         |  | 30         |  | 40         |  | 50         |
| ---------- |  | ---------- |  | ---------- |  | ---------- |  | ---------- |
| MGLFDRGVQM |  | LLTTVGAFAA |  | FSLMTIAVGT |  | DYWLYSRGVC |  | KTKSVSENET |
| SKKNEEVMTH |  | SGLWRTCCLE |  | GNFKGLCKQI |  | DHFPEDADYE |  | ADTAEYFLRA |
| VRASSIFPIL |  | SVILLFMGGL |  | CIAASEFYKT |  | RHNIILSAGI |  | FFVSAGLSNI |
| IGIIVYISAN |  | AGDPSKSDSK |  | KNSYSYGWSF |  | YFGALSFIIA |  | EMVGVLAVHM |
| FIDRHKQLRA |  | TARATDYLQA |  | SAITRIPSYR |  | YRYQRRSRSS |  | SRSTEPSHSR |
| DASPVGIKGF |  | NTLPSTEISM |  | YTLSRDPLKA |  | ATTPTATYNS |  | DRDNSFLQVH |
| NCIQKENKDS |  | LHSNTANRRT |  | TPV        |  |            |  |            |

A: Аланін

C: Цистеїн

D: Аспарагінова кислота

E: Глутамінова кислота

F: Фенілаланін

G: Гліцин

H: Гістидин

I: Ізолейцин

K: Лізин

L: Лейцин

M: Метіонін

N: Аспарагін

P: Пролін

Q: Глутамін

R: Аргінін

S: Серин

T: Треонін

V: Валін

W: Триптофан

Кодований геном білок за функціями належить до іонних каналів, потенціалзалежних каналів, фосфопротеїнів. 
Задіяний у таких біологічних процесах, як транспорт іонів, транспорт, транспорт кальцію. 
Білок має сайт для зв'язування з іоном кальцію. 
Локалізований у мембрані, клітинних контактах, синапсах, синаптосомах.